# European Young Chemists' Network
Evropsko društvo mladih kemikov (EYCN) je del Evropskega kemijskega društva (EuChemS), ki združuje evropske kemike, mlajše od 35 let.

## Zgodovina
Društvo EYCN je bilo ustanovljeno leta 2006. Ideja o EYCN kot del kemijskega društva EuChemS se je pojavila na več srečanjih mladih znanstvenikov v Evropi. Na 1. evropskem kongresu za kemijo 31. avgusta 2006 v Budimpešti je bil napisan ustanovitveni člen z naslovom „Cilji, naloge in cilji mreže EYCN“. Marca 2007 sta Jens Breffke (Nemčija) in Csaba Janáky (Madžarska) povabila vsa društva, da pošljejo svoje mlade predstavnike v Berlin, da bi določili splošna pravila EYCN, ki jih je pozneje potrdil tudi izvršni odbor EuChemS. V tem času je EYCN stopil v stik z vsemi mladimi kemiki v okviru Evropske kemijske družbe z namenom izmenjava znanj, izkušenj in idej.

## Organizacija
EYCN odbor predstavljajo štiri posamezne skupine (članska skupina, društvena skupina, znanstvena in komunikacijska skupina), ki imajo določene odgovornosti, ki so vodene s strani posamezne vodje skupine. EYCN kot eden najbolj dejavnih oddelkov EuChemS-a podpira in vodi študente, raziskovalce na začetku kariere, nadgrajuje strokovnjake z nagradami (nagrade za najboljši poster, nagrade za  najboljše predavanje, evropska nagrada za mlade kemike - EYCA), podpira programe izmenjave (congress fellowships, Young Chemists Crossing Borders - program YCCB) in izobraževalne dejavnosti (konference, karierni dnevi, soft-skills simpozij).
EYCN uspešno sodeluje z drugimi društvi mladih kemikov v Evropi in širše. Uspešno sodelovanje je vzpostavljeno z American Chemical Society - Younger Chemists Committee (ACS-YCC) in  International Younger Chemists Network (IYCN).
EYCN se finančno podpira s strani EuChemS-a in EVONIK Industries.

## Člani društva
EYCN zastopa 30 evropskih kemijskih društev in enega pridruženega člana (American Chemical Society). Društva članic vključujejo: 
- Avstrija: Austrian Chemical Society
- Belgija: Royal Flemish Chemical Society
- Ciper: Pancyprian Union of Chemists
- Češka: Czech Chemical Society
- Danska: Danish Chemical Society
- Finska: Finnish Chemical Society
- Francija: French Chemical Society
- Grčija: Association of Greek Chemists
- Hrvaška: Croatian Chemical Society
- Irska: Institute of Chemistry of Ireland
- Italija: Italian Chemical Society
- Madžarska: Hungarian Chemical Society
- Nemčija: German Chemical Society
- Nizozemska: Royal Dutch Chemical Society
- Norveška: Norwegian Chemical Society
- Poljska: Polish Chemical Society
- Portugalska: Portuguese Chemical Society
- Republika Severna Makedonija: Society of Chemists and Technologists of Macedonia
- Romunija: Romanian Chemical Society
- Rusija: Mendeleev Russian Chemical Society
- Srbija: Serbian Chemical Society
- Slovaška: Slovak Chemical Society
- Slovenija: Slovensko kemijsko društvo
- Španija: Royal Spanish Chemical Society, Spanish Society of Analytical Chemistry (SEQA)
- Švedska: Swedish Chemical Society
- Švica: Swiss Chemical Society
- Turčija: Turkish Chemical Society
- Velika Britanija: Royal Society of Chemistry